# Rathenaupark (Hamburg)
Der Rathenaupark ist eine Parkanlage im Hamburger Stadtteil Ottensen.

## Geschichte
Der Park wurde in den frühen 1920er Jahren  nach Plänen von Ferdinand Tutenberg angelegt. Ein Wohnblock mit drei Geschössen wurde 1922 in der Nähe des Parks eröffnet.
2006 wurde die Anlage unter Denkmalschutz gestellt.

## Anlage
Der Rathenaupark hat eine Fläche von 2,1 ha. Dies entspricht in etwa der Größe von drei Fußballfeldern. Der Park gehört außerdem zu den eher kleineren in der Umgebung.
Es befindet sich ein Spielplatz im Park. In unmittelbarer Nähe ist zudem das Altonaer Kinderkrankenhaus sowie ein Tennisplatz.

## Verkehrsanbindung
Es hält nahe des Parks die Hamburger Metrobuslinie 15 mit den Haltestellen Philosophenweg und Hohenzollernring. Zum nächsten Bahnhof ist ein Fußmarsch von einem Kilometer nötig.